# Laurence Pumphrey
Sir John Laurence Pumphrey, KCMG (* 22. Juli 1916; † 23. Dezember 2009) war ein britischer Diplomat und Regierungsbeamter, der unter anderem zwischen 1967 und 1971 Hochkommissar in Sambia sowie von 1971 bis 1976 Hochkommissar beziehungsweise seit 1972 Botschafter in Pakistan war.

## Leben
John Laurence Pumphrey, Sohn von Charles Ernest Pumphrey and Iris Mary Moberly-Bell, begann nach dem Besuch des renommierten 1382 gegründeten Winchester College ein Studium im Fach Klassische Altertumswissenschaft am New College der University of Oxford. Nachdem er die Zwischenprüfung (Honour Moderations) der Literae humaniores mit höchster Auszeichnung abgeschlossen hatte, nahm er als Angehöriger der Northumberland Hussars am Zweiten Weltkrieg teil. Er geriet in Kreta in deutsche Kriegsgefangenschaft und befand sich zunächst im Offizierslager Oflag VII B in Eichstätt sowie nach einem missglückten Fluchtversuch im Oflag IVc in Schloss Colditz.
Nach Kriegsende trat er 1945 in den diplomatischen Dienst (Her Majesty’s Diplomatic Service) ein und fand in den folgenden Jahren zahlreiche Verwendungen an Auslandsvertretungen sowie im Außenministerium. Dort war er zwischen 1955 und 1960 Leiter des Referats Einrichtung und Organisation (Head of Establishment and Organization Department, Foreign Office) und fungierte im Anschluss von 1960 bis 1963 als Botschaftsrat und Kanzler der Generalkommission für Südostasien (UK Commission for South-East Asia). Er wurde für seine Verdienste 1963 zum Companion des Order of St Michael and St George (CMG) ernannt. Im Anschluss war er zwischen 1963 und 1965 Botschaftsrat und Kanzler der Botschaft in der Sozialistischen Föderativen Republik Jugoslawien (SJRJ) sowie daraufhin von 1965 bis 1967 stellvertretender Hochkommissar in Kenia.
1967 wurde Laurence Pumphrey zum Hochkommissar in Sambia ernannt und übergab dort als Nachfolger von Sir Leslie Monson sein Akkreditierung. Er verblieb auf diesem Posten bis 1971 und wurde daraufhin von John S. R. Duncan abgelöst. Zuletzt erfolgte 1971 seine Berufung zum Hochkommissar in Pakistan, wo er als Nachfolger von Sir Cyril Pickard sein Beglaubigungsschreiben überreichte. Nachdem Pakistan 1972 aus dem Commonwealth of Nations ausgetreten war, wurde das bisherige Hochkommissariat zur Botschaft und er selbst erster Botschafter. Den Botschafterposten bekleidete er bis 1976, woraufhin John Bushell seine Nachfolge antrat. Im Rahmen der Birthday Honours wurde er am 2. Juni 1973 als Knight Commander des Order of St Michael and St George (KCMG) geadelt, so dass er fortan das Prädikat „Sir“ führte.
Aus seiner 1945 geschlossenen Ehe mit Jean Riddell (1920–2010), deren Vater Sir Walter Buchanan Riddell, 12. Baronet (1879–1934) von 1922 bis 1930 Leiter (Principal) des Hertford College der University of Oxford war, gingen die fünf Kinder Matthew James Pumphrey (* 1946), Charles Walter Bartholomew Pumphrey (1948–2012), Laura Mary Beatrice Pumphrey (* 1951), Jonathan Henry Pumphrey (* 1954) und James Laurence Pumphrey (* 1964) hervor.